# Koszt ukryty
Koszt ukryty – obok kosztów jawnych jest częścią składową kosztów całkowitych i ma miejsce wówczas, gdy jednostka dokonuje wyboru bez dokonywania płatności. Przykładowo, firma może uruchomić zakład produkcyjny na swojej nieruchomości, zamiast oddać ją w wynajem. W takim przypadku 
„utracony” czynsz oraz ewentualny spadek wartości nieruchomości jest kosztem ukrytym firmy. Także właściciel tej firmy, który ma możliwość zarobku w innej firmie, ma do czynienia z kosztem ukrytym - kosztem własnym oraz jego firmy będzie utracona możliwość zarobku w innym przedsiębiorstwie. Koszt ukryty jest więc także kosztem alternatywnym firmy, ponieważ przedsiębiorca może oddać nieruchomość w wynajem, a także zatrudnić się w innej firmie.